# Linaria glacialis
Linaria glacialis är en grobladsväxtart som beskrevs av Pierre Edmond Boissier. Linaria glacialis ingår i släktet sporrar, och familjen grobladsväxter. Inga underarter finns listade i Catalogue of Life.